# Лиманець
Лиманець — село в Україні, у Дар'ївській сільській громаді Херсонського району Херсонської області. Населення становить 896 осіб. До 2016 року село мало назву Кірове.

## Населення

### Мовний склад
Рідна мова населення за даними перепису 2001 року:
| Мова       | Чисельність, осіб | Доля     |
| ---------- | ----------------- | -------- |
| Українська | 816               | 91,07 %  |
| Російська  | 78                | 8,71 %   |
| Інше       | 2                 | 0,22 %   |
| Разом      | 896               | 100,00 % |

## Цікаві факти

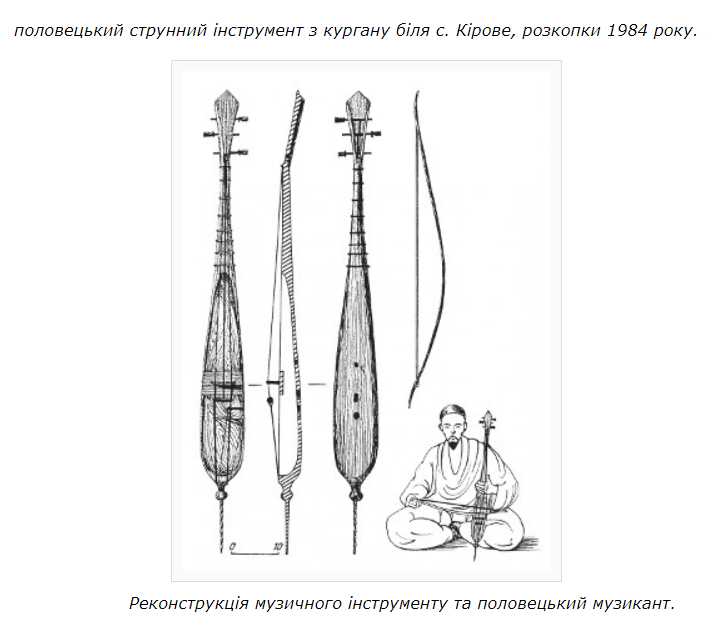

У 1984 р. археологічними дослідженнями кургану біля с. Лиманець було відкрито половецьке поховання з музичним інструментом кобизом. Частина інвентарю поховання зберігається у Херсонському краєзнавчому музеї, але сам інструмент у Інституті археології (Київ). У 2019 р. казахський благодійний фонд “Тлеп” подарував діючу копію цього музичного інструменту Археологічному музею Інституту археології НАН України.

## Відомі люди
У селі народилися:
- Токар Ніна Гаврилівна — депутат Верховної Ради УРСР 11-го скликання.